# Savignano sul Panaro
Savignano sul Panaro – miejscowość i gmina we Włoszech, w regionie Emilia-Romania, w prowincji Modena, położona nad rzeką Panaro.
Według danych na rok 2004 gminę zamieszkiwało 8307 osób, 332,3 os./km².